# Lampadedromía

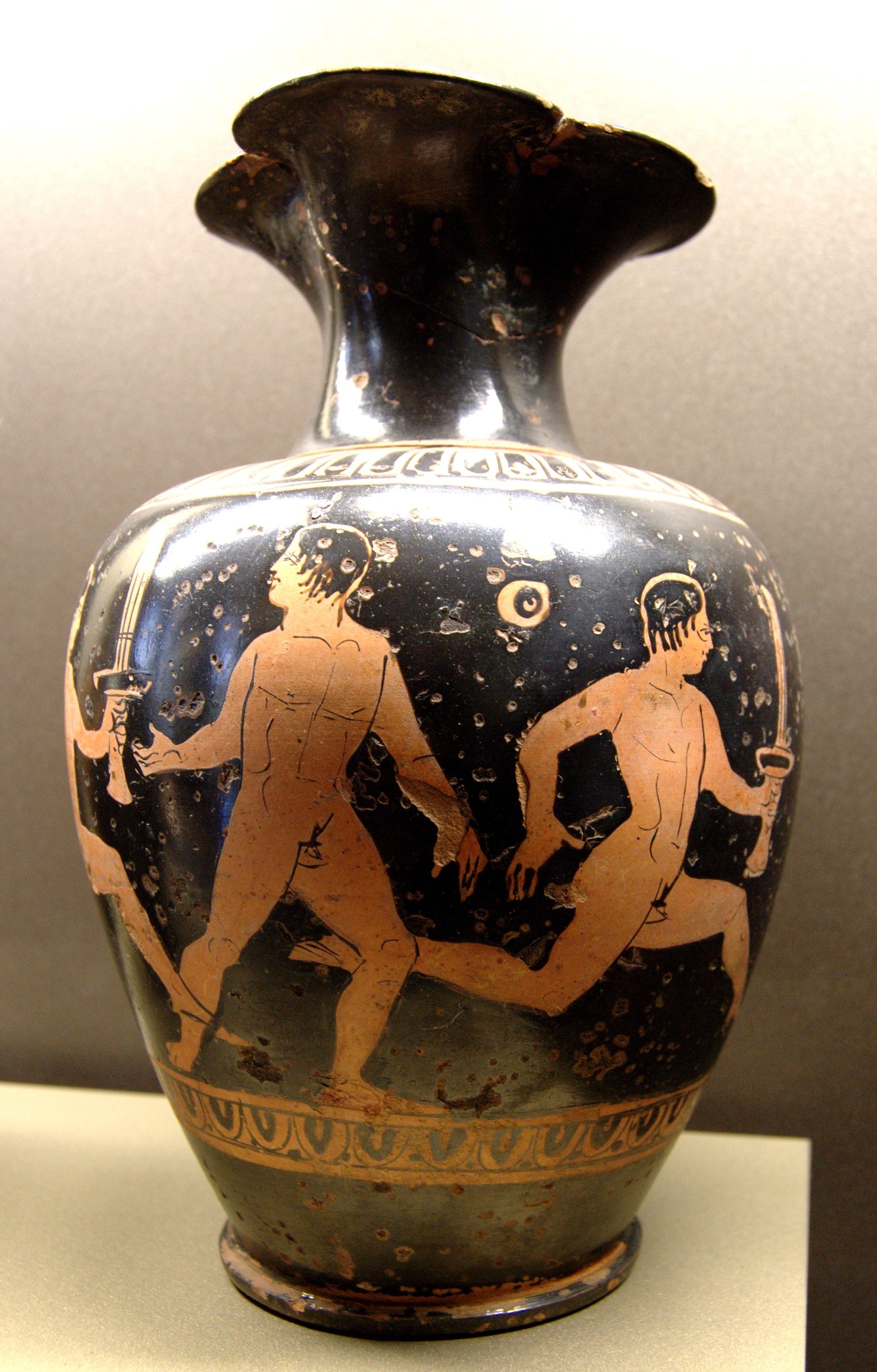
Lampededromía en un enócoe ático de figuras rojas, Museo del Louvre.

Las lampadedromías (en griego antiguo: λαμπαδηδρομία) o lampadeforias en griego antiguo: λαμπαδηφορία) eran carreras de antorchas que formaban parte del programa de algunas festividades de la Antigua Grecia. Parece que la institución de las lampadedromías tuviera su origen en las fiestas dedicadas a las divinidades ligadas al culto del fuegoː  Artemisa, de Hefesto y de Prometeo en acción de gracias de haber la primera descubierto el aceite o enseñado a cultivar los olivos; el segundo inventado las lámparas y el tercero, haber traído el fuego del cielo.
En Atenas, primitivamente había tres: la de las Prometeas (fiesta en honor de Prometeo), la de las Hefestias (en honor de Hefesto]) y la de las Panateneas (en honor de Atenea). Durante su celebración se encendían un gran número de lámparas en su honor y se solían ejecutar unos juegos llamados lampadodromios, en los cuales se disputaban el premio de la carrera con una antorcha en la mano que no debían dejar que se apagara.
Se conoce bastante bien el desarrollo en la época clásica. Era una competición entre las tribus resultantes de la reforma de Clístenes. Las tribus participantes, probablemente cinco cada vez, elegían un gimnasiarca (responsable de un gimnasio) encargado de reclutar, a su costa, los corredores en el seno de su tribu. La carrera se desarrollaba entre la Academia situada al noreste de Atenas y la Puerta Dípilon, la distancia era alrededor de seis estadios. Cada tribu alineaba cuarenta corredores y cada uno recorría unos 25 m antes de pasar la antorcha, que debía permanecer encendida, al siguiente corredor. La victoria era colectiva. El significado de las lampadedromías es hipotético: o consistía en honrar el don del fuego a los hombres y sus beneficios o se trataba de una purificación ritual mediante el fuego.
Las lampadedromías, muy apreciadas, evolucionaron en el curso del tiempo. Desde el siglo V a. C. se comienza a asistir a una multiplicación de carreras. Después de la  victoria de Maratón, los atenienses les añadieron un cuatrirreme en honor del dios Pan. Estas carreras tenían lugar durante las Teseas, las Hermeas, las Bendideas, y en la época imperial romana en honor de los jefes militares romanos. Las reglas se modificaron y las carreras a veces fueron individuales. Surgieron lampadedromías con jinetes o niños.
Tuvieron lugar en las regiones de Grecia y de la Magna Grecia al menos hasta la época romana. Sin embargo, fueron un fenómeno cultural puramente griego, los romanos no las practicaron.
Se podría decir que inspiraron a Carl Diem, cuando introdujo a partir de 1936 en los Juegos Olímpicos la carrera de relevos de la llama olímpica de Grecia a la ciudad anfitriona.